# Diktafon
För radioprogrammet, se Diktafon (radioprogram).

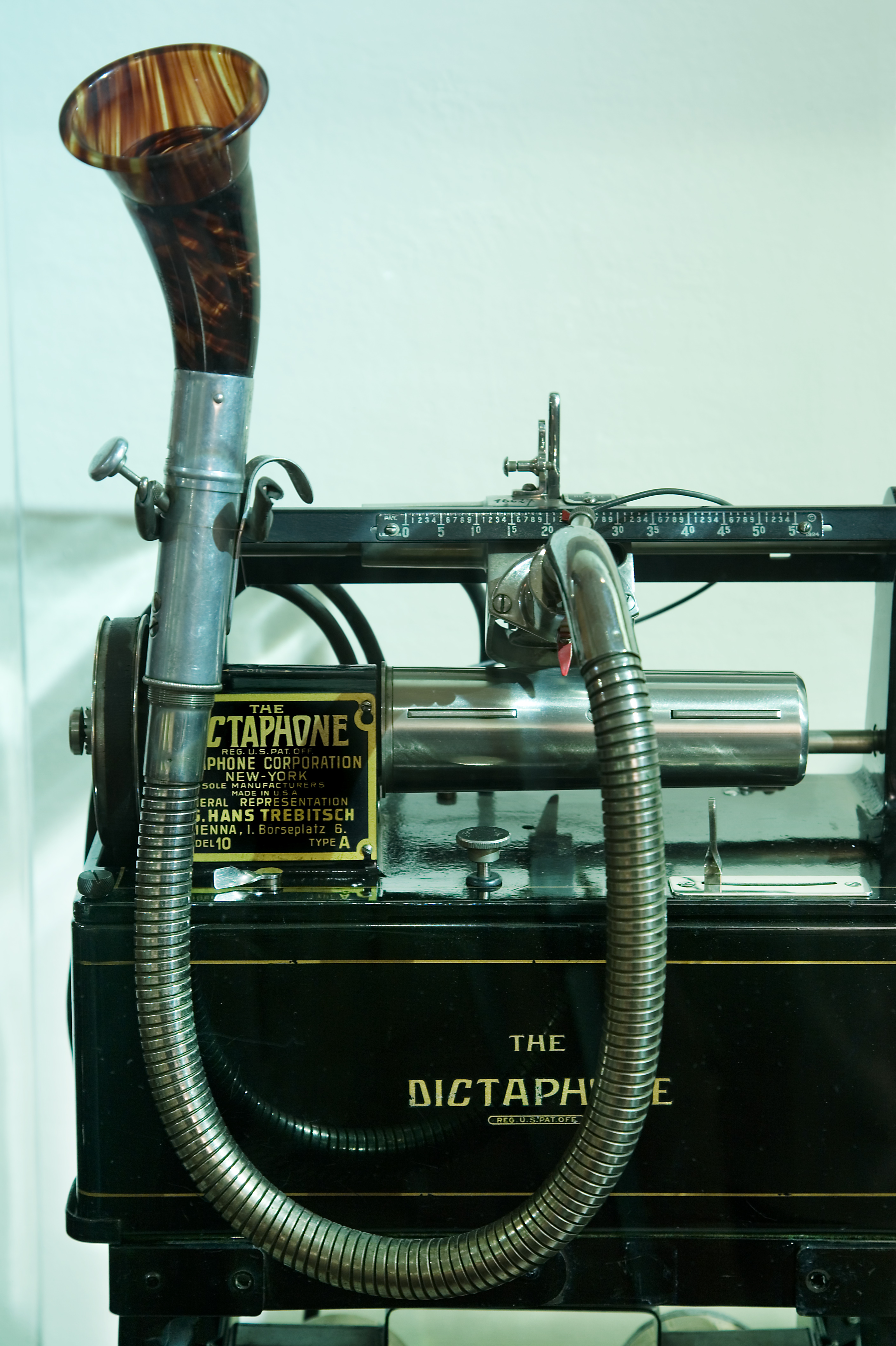
Diktafon.

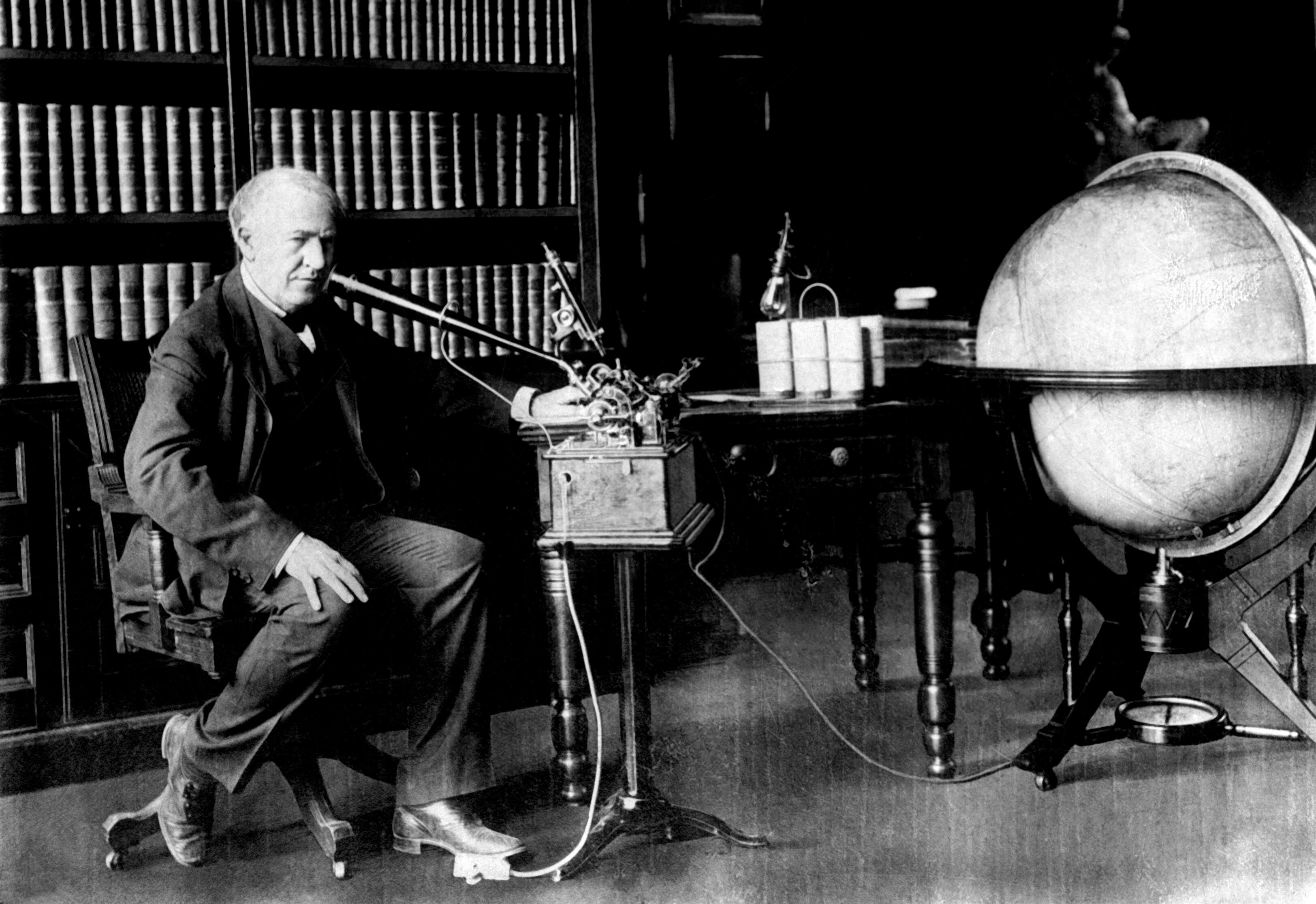
Uppfinnaren Thomas Edison med sin diktafon (egentligen en fonograf).

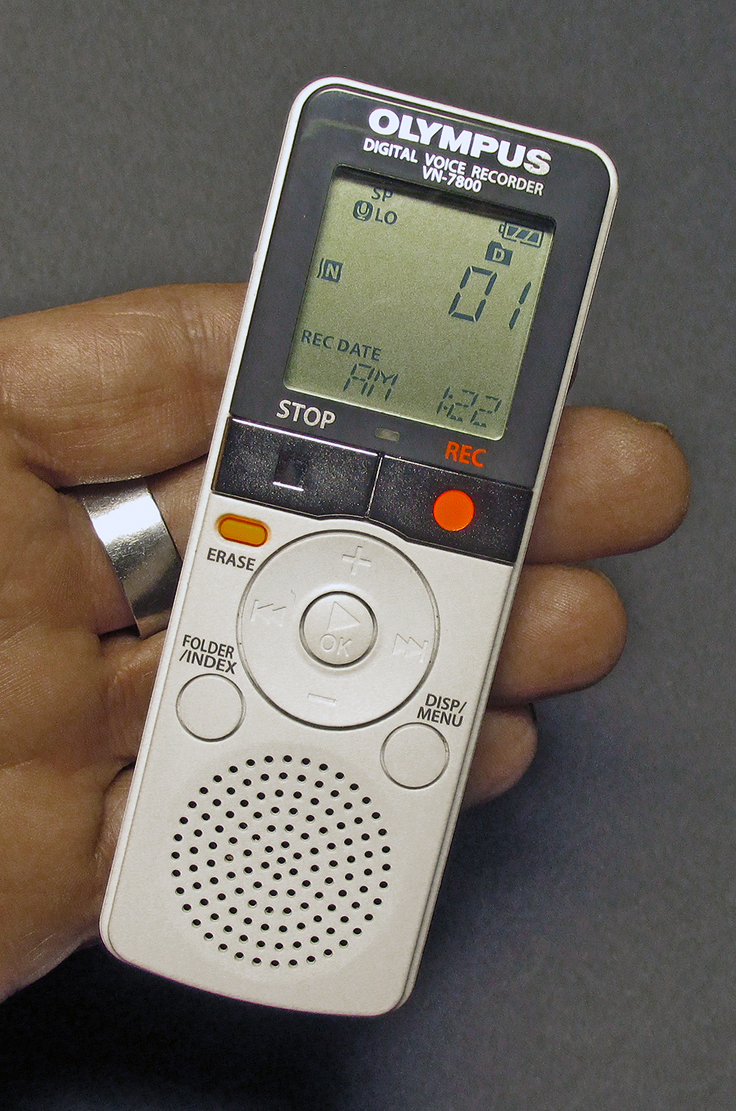
En modern Diktafon i fickformat.

En diktafon är en apparat med vilken man enkelt spelar in ljud, ofta i form av röstmeddelanden för senare uppspelning (se: diktamen).
Dessa röstmeddelanden lagras ofta med datumstämpel för att de senare enkelt skall kunna bli hittade och uppspelade. Syftet med diktafonen är att utgöra ett effektivt sätt att föra anteckningar på. Diktafoner används i dag främst inom till exempel sjukvården.

## Historik
Diktafonens förhistoria hör egentligen till fonografens historia i takt med att grammofonen slog igenom som lagringsmedel och uppspelningsmedel för musik. Fonografen hade dock en fördel – utrustad med vaxrullar kunde man även göra inspelningar på fonografen, och den kom därför att leva vidare just som inspelningsmedium. På 1920-talet kom de första elektriska diktafonerna, och på 1940-talet kom nya varianter med två inspelningsrullar. Diktafonen hade nämligen en nackdel - ljudspåret i vax skadades kraftigt redan vid en första uppspelning och lämpade sig inte för ljudinspelningar som skulle sparas och lyssnas på flera gånger. Ganska kort därefter börjar dock de fonografiska diktafonerna konkurreras ut av magnefonen och senare av andra bandspelare.